# 158 (getal)
158 (honderdachtenvijftig) is het natuurlijke getal volgend op 157 en voorafgaand aan 159.

## Overig
- De Alfa Romeo 158 is een raceauto
- 158 is het atoomnummer van het scheikundig element moscovium